# Ray Santisi
Raymond „Ray“ Santisi (* 1. Februar 1933 in Boston; † 28. Oktober 2014 ebenda) war ein amerikanischer Jazzmusiker (Piano,  Komposition), der mehrere Generationen von Jazzpianisten am Berklee College of Music ausbildete.

## Leben und Wirken
Santisi, der aus einer italienischen Migrantenfamilie stammt, wuchs in Jamaica Plain auf. Mit einem Stipendium studierte er am Schillinger House zwischen 1954 und 1956. Er gehörte 1954 zum Quartett von Boots Mussulli und dem Sextett von Serge Chaloff und giggte mit Charlie Parker, bevor er mit dem Orchester von Herb Pomeroy arbeitete.
Seit 1957 lehrte Santisi Klavierspiel und Harmonielehre am Boston College of Music, wo er später eine Professur erhielt und bis zu seinem Tod tätig war. Daneben unterrichtete er bei den Sommerkursen von Stan Kenton. Zu seinen Schülern gehören Joe Zawinul, Jane Ira Bloom, Jan Hammer, Alan Broadbent, Arif Mardin, Gary Burton, John Hicks, Danilo Pérez, Makoto Ozone, Diana Krall und Hiromi.
Santisi trat weiterhin mit Stan Getz, Dexter Gordon, Mel Tormé, Joe Williams, Gábor Szabó, Milt Jackson, Zoot Sims & Al Cohn, Carol Sloane, Clark Terry und Bob Brookmeyer auf. In den 1960er Jahren gehörte er zum Benny Golson Quartet. Er leitete seine eigene Band, The Real Thing, und nahm mit Donald Byrd, Irene Kral, Randy Weston, Buddy DeFranco und Joe Viola auf. Mit dem Patricia Adams Quartet trat Santisi seit 2003 monatlich in Ryles Jazz Club auf.
Für seine Kompositionen wurde er von der National Endowment for the Arts gefördert. Santisi schrieb auch zwei Lehrbücher. 2008 wurde er in die Hall of Fame der International Association of Jazz Education aufgenommen.

## Diskographische Hinweise
- Serge Chaloff Boston Blow-Up, (Capitol Records, 1955; mit Boots Mussulli, Herb Pomeroy, Everett Evans und Jimmy Zitano)
- Donald Byrd & Doug Watkins The Transition Sessions (Blue Note Records, 1955–1956; mit Jimmy Zitano, Joe Gordon, Kenny Burrell, Hank Mobley, Duke Jordan, Horace Silver, Art Taylor und Art Blakey)
- Spellbinder (Rasan Records, 1990; mit Whit Brown und Fred Buda)
- Live @Ryles Jazz Club, Set 2 (Independent, 2005; mit Patricia Adams, Marshall Wood, Bob Moses)

## Schriften
- Berklee Jazz Piano Boston 2009
- Jazz Originals for Piano